# Levandule
Levandule (Lavandula) je rod rostlin patřící do čeledi hluchavkovité (Lamiaceae). Obsahuje okolo 40 druhů (včetně kříženců). Jsou to obvykle polokeře, někdy jen vytrvalé byliny a kvetou fialovým, bílým nebo růžovým květem. Rod je znám především pro svou nezaměnitelnou vůni. Bývají často pěstovány v kultuře, v českých podmínkách se nejčastěji pěstuje druh levandule úzkolistá, známá též jako levandule lékařská (Lavandula angustifolia).

## Popis
Jsou to nejčastěji polokeře nebo keříky, 20, ale i 60 cm vysoké, někdy též vytrvalé byliny s dřevnatějícími bázemi. Listy jsou zpravidla jednoduché, celokrajné, někdy též zubaté nebo zpeřené, často stříbřitě chlupaté. Květy jsou oboupohlavné, drobné; trubkovitý kalich je pokryt žláznatými chlupy obsahujícími aromatické silice, koruna je silně či jenom nevýrazně dvoupyskatá. Umístěny jsou v lichopřeslenech klasovitě nahloučených na koncích květonosných lodyh. Opylovány jsou hmyzem, plodem je tvrdka.

## Ekologie a rozšíření
Zástupci rodu jsou rozšířeni na severní polokouli od Kanárských ostrovů přes Středomoří a severní Afriku včetně saharských států až po Arabský poloostrov a Indický subkontinent. Jejich obvyklým biotopem jsou suché nízké křoviny, zvané garrigue.

## Taxonomie
Rod je aktuálně dělen do tří podrodů:
Podrod Lavandula

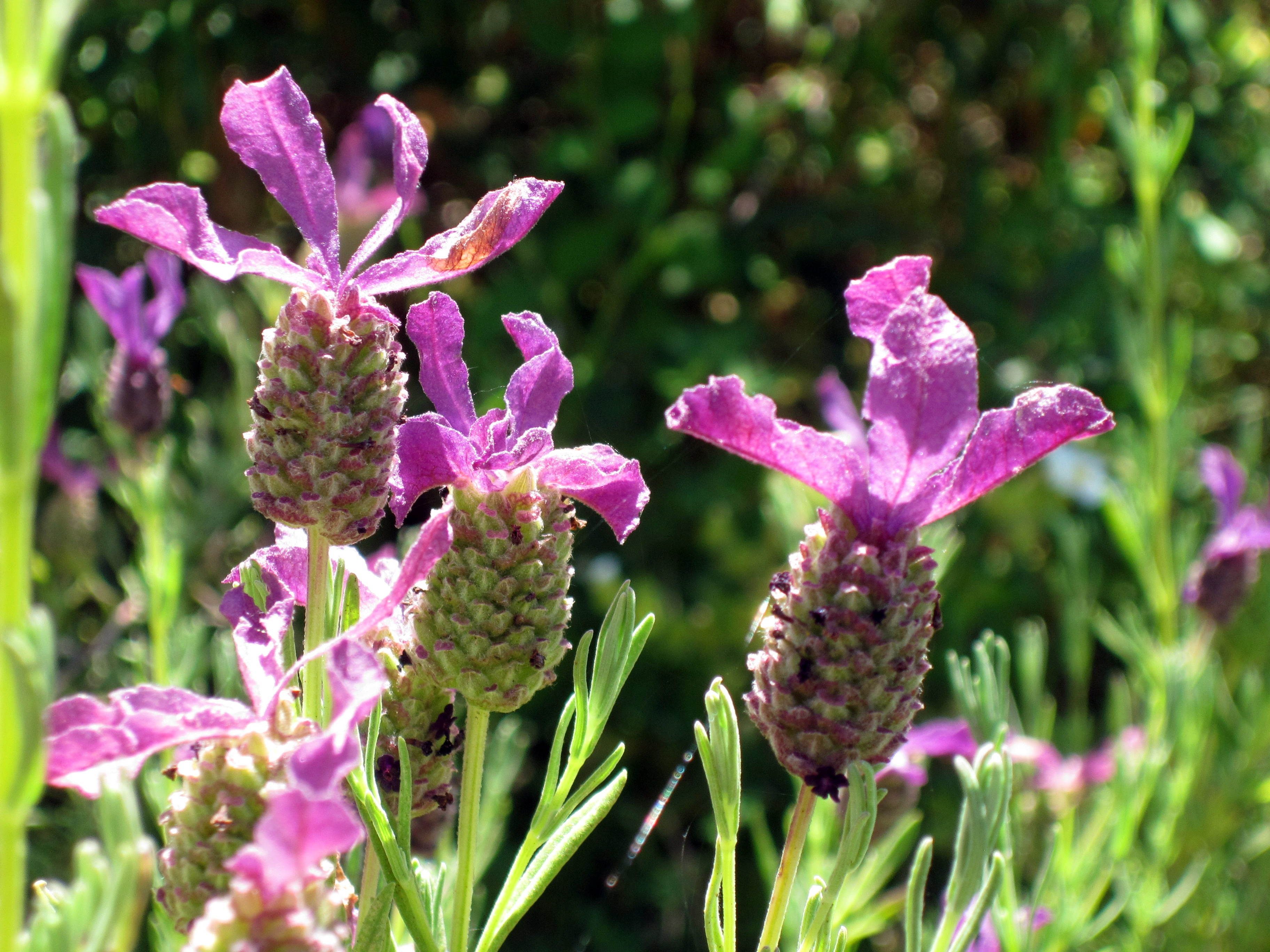
Levandule korunkatá

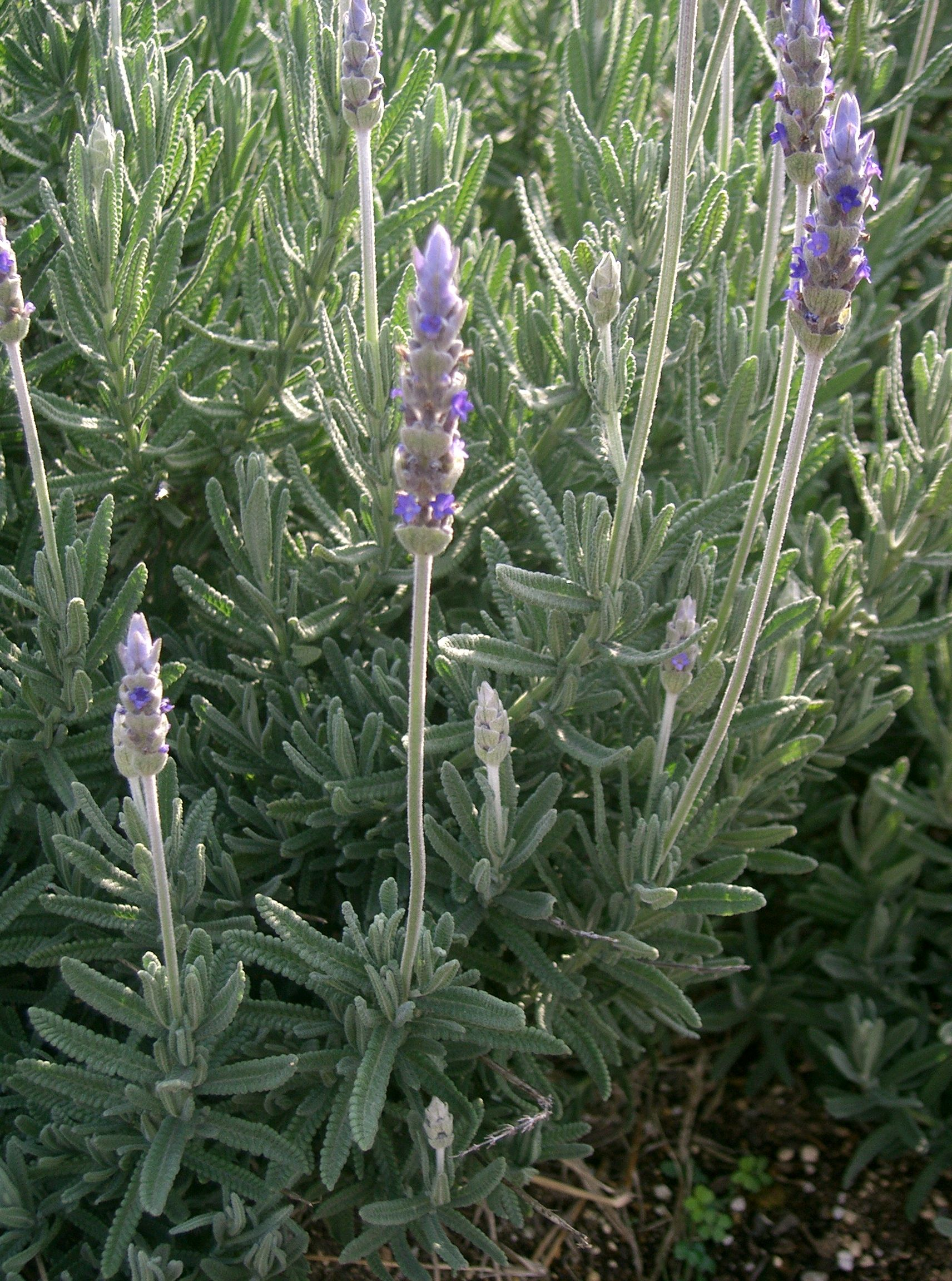
Levandule zoubkatá

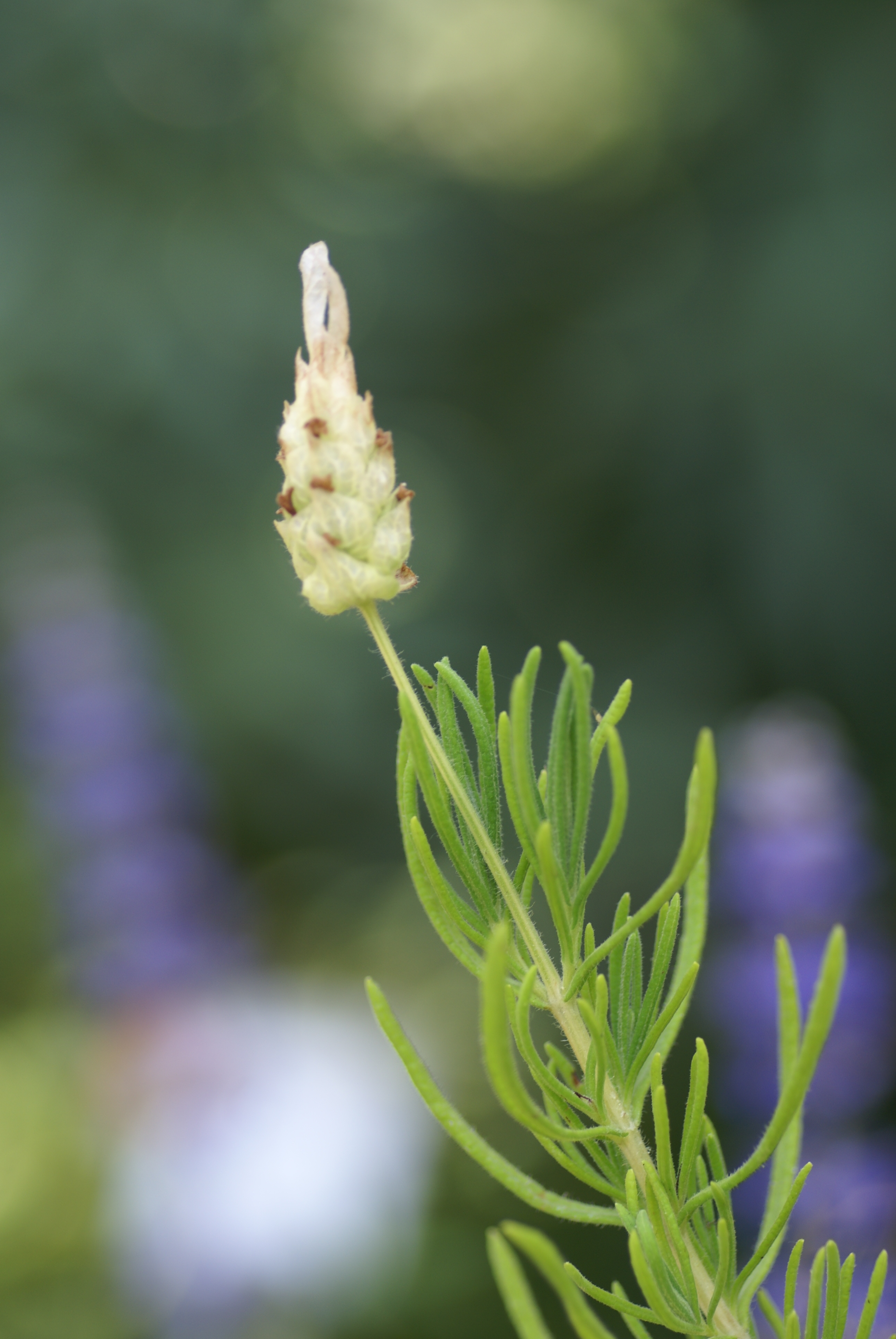
Lavandula viridis

Převážně polokeře s celistvými listy, vyskytující se v širším Mediteránu až po Arabský poloostrov.
- Lavandula angustifolia (levandule úzkolistá) – Pyrenejský poloostrov, Provence, Itálie
- Lavandula lanata – jižní Španělsko
- Lavandula latifolia (levandue širolistá) – Pyrenejský poloostrov, Provence, Itálie
- Lavandula dentata (levandule zoubkatá) – Španělsko, severní Afrika
- Lavandula pedunculata – Maroko, Pyrenejský poloostrov
- Lavandula stoechas (levandule korunkatá) – většina Mediteránu
- Lavandula viridis – jih Pyrenejského poloostrova, Madeira
- Lavandula × intermedia – lavandin; kříženec levandule úzkolisté a širolisté, často pěstována

Podrod Fabricia

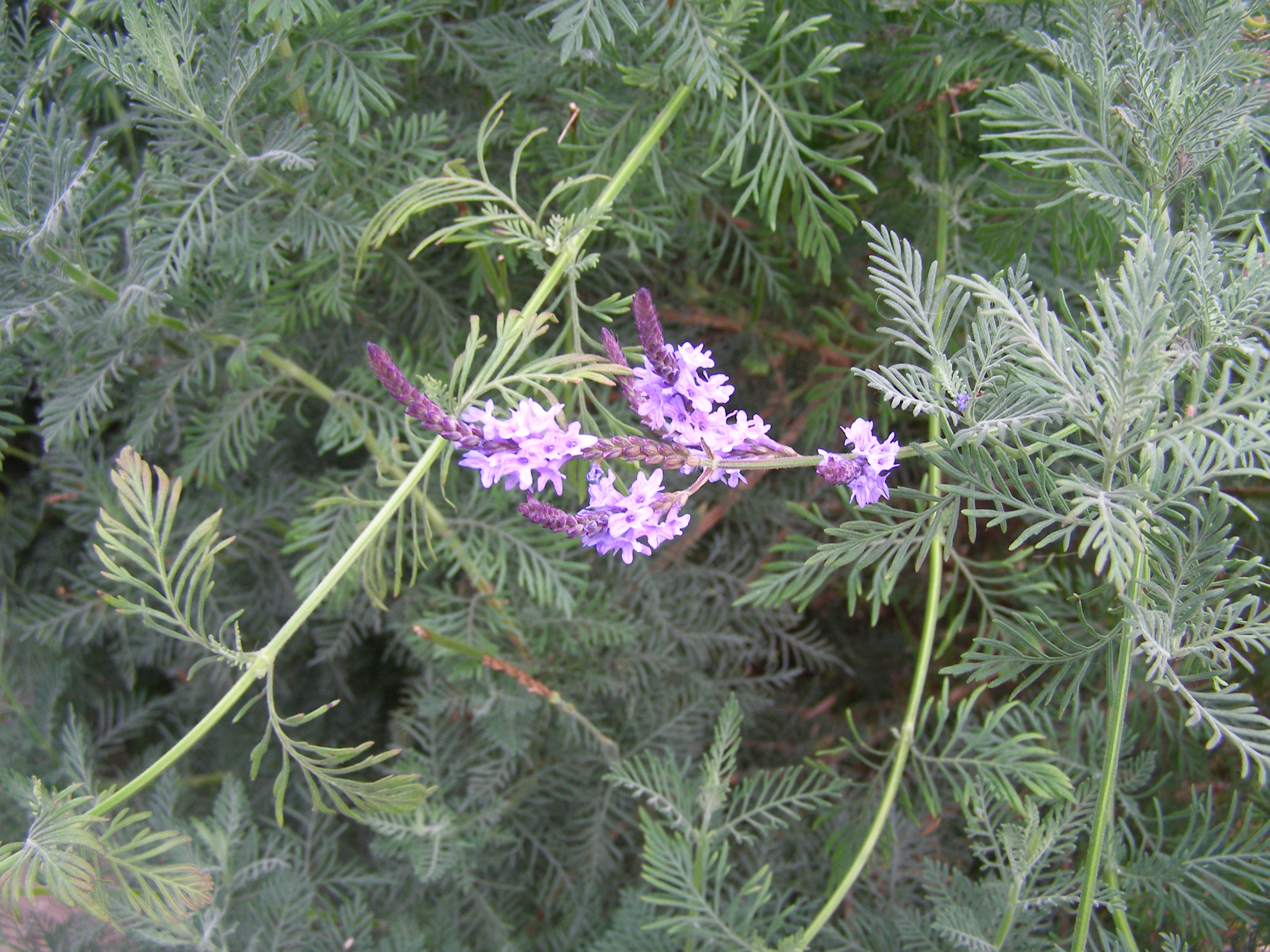
Lavandula canariensis

Dřeviny i byliny s listy často dělenými, široká distribuce od ostrovů v Atlantiku až po Indii.
- Lavandula canariensis – Kanárské ostrovy
- Lavandula multifida (levandule rozeklaná) – západní Středomoří

- Lavandula minutolii – Kanárské ostrovy
- Lavandula buchii – Kanárské ostrovy (Tenerife)
- Lavandula pinnata – Kanárské ostrovy, Madeira
- Lavandula rotundifolia – Kapverdy
- Lavandula antineae – centrální Sahara
- Lavandula aristibracteata – Somálsko
- Lavandula citriodora – Arabský poloostrov
- Lavandula coronopifolia – široký areál od Kapverd přes severní Afriku a Arábii po Írán
- Lavandula dhofarensis – pohoří Dhofar, Omán
- Lavandula bipinnata – Indie
- Lavandula gibsonii – západní Ghát, Indie
- Lavandula macra – jih Arabského poloostrova, Somálsko
- Lavandula maroccana – pohoří Atlas v Maroku
- Lavandula nimmoi – Sokotra
- Lavandula pubescens – Egypt, Blízký východ, Arabský poloostrov, Jemen
- Lavandula saharica – jižní Alžírsko
- Lavandula samhanensis – pohoří Dhofar, Omán
- Lavandula somaliensis – Somálsko
- Lavandula sublepidota – Írán
- Lavandula subnuda – Omán, Spojené arabské emiráty
- Lavandula tenuisecta – pohoří Atlas v Maroku

Podrod Sabaudia
Pouze dva druhy znatelně odlišné od ostatních, někdy vydělovány do samostatného rodu.
- Lavandula atriplicifolia – západ Arabského poloostrova, Egypt
- Lavandula erythraeae – Eritrea

## Použití
Některé druhy se používají jako okrasné rostliny, přičemž v prodeji je celá řada kultivarů a kříženců. Uplatní se například při výsadbě ve skupinách, kdy vytvářejí krásný kvetoucí koberec. Silice, zvaná levandulový olej, obsahuje více než 100 různých chemických komponentů, především terpenů. Užívá se v lékařství, kosmetice a aromaterapii; má protizánětlivé, antiseptické a repelentní účinky. Používá se též v podobě pot-pourri. Jde také o medonosné rostliny.
Široké využití má levadule v gastronomii, a to jako koření i bylinka. Při přípravě pokrmů je možné použít jak čerstvé, tak sušené květy. V letních měsících lze levandulí oživit rozmanité ovocné saláty či zmrzlinu, oblíbená je rovněž levandulová limonáda. V teplé podobě ji lze konzumovat v podobě čaje. Při přípravě masa lze levanduli přidat do marinády, někdy bývá též součástí některých směsí provensálského koření. V neposlední řadě lze pomocí této rostliny ochutit též med či cukr.

## Pěstování
Levandule je rostlina, která velmi dobře snáší sucho a nejlépe se jí daří v lehkých hlinitopísčitých, písčitých nebo štěrkovitých, dobře odvodněných půdách. Vyžadují plně osluněné stanoviště s dobrou cirkulací vzduchu. Prospívají i bez přihnojování, při velké vlhkosti či přemokření mohou trpět uhníváním kořenů.
Některé druhy levandulí je možné pěstovat nejen na záhoně ve venkovním prostředí, ale také v květináči v interiéru nebo na balkoně či terase. Vhodnější pro tento způsob pěstování jsou zakrslé odrůdy, které se tolik nerozrůstají.

## Levandulové farmy v Česku
V České republice se nachází tyto farmy:
- Levandulovna, Raspenava
- Královská levandule
- Křivoklátská levandule
- Levandule Hodonín
- Levandule Petržílka
- Levandule v kopci
- Levandule z Bochoře
- Levandulová farma Starovičky
- Levandulová farma Strání
- Levandulová farma Židovice
- Levandulová včelnice
- Levandulová zahrada Klapý
- Levandulová zahrada Lavendka
- Levandulové údolí v Chodouni
- Levandulový labyrint
- Levandulový statek Bezděkov
- Šumavská levandule